# Domenig Steinhaus

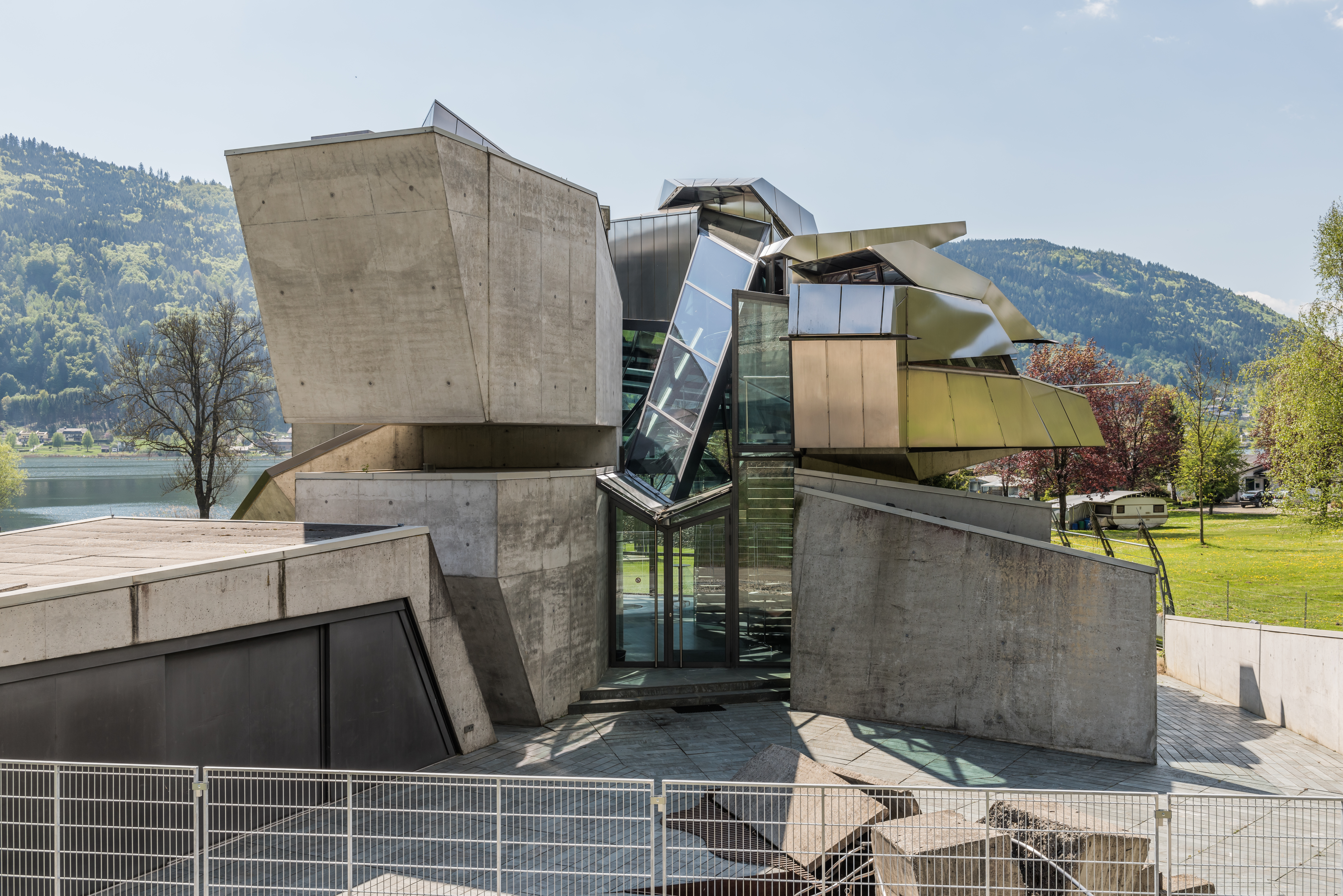
Nordansicht

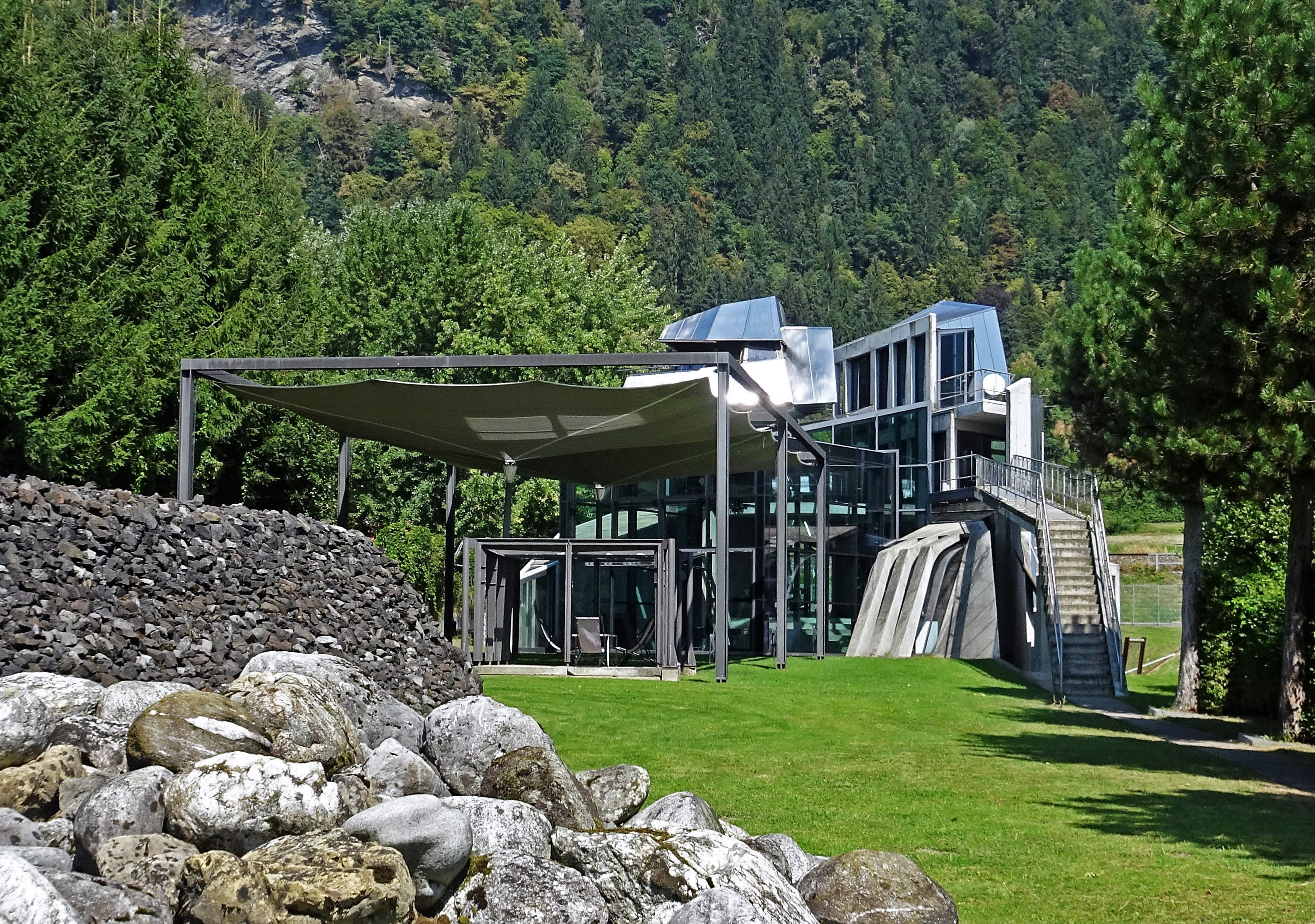
Südansicht, links in der Mitte der „schwarze Hügel“

Das Domenig Steinhaus in Steindorf am Ossiacher See plante und errichtete der Architekt Günther Domenig in den Jahren 1982 bis 2008 auf seinem privaten Ufergrundstück am Ossiacher See. Die Innenausbauten sowie die Errichtung der Außenanlagen, etwa des „schwarzen Hügels“, erfolgten ab 1996. Als Motive der Architektur dienten Landschaftsformationen mit Fels und Bewuchszonen, Hügel und Schluchten, aber auch Architekturen aus der ländlichen Gegend. Seit 2012 steht das Haus unter Denkmalschutz (Listeneintrag).
Die Nutzfläche des fünfgeschoßigen Gebäudes beträgt ca. 850 m², die Kubatur ca. 3500 m³. Das Bauwerk teilt sich in eine Ost- und eine Westhälfte, geteilt durch den Würfel – eine Stahl-Glaskonstruktion – und die Schlucht. Von der Schlucht führt eine Treppe in den Spiralraum im zweiten, tiefsten Untergeschoß.

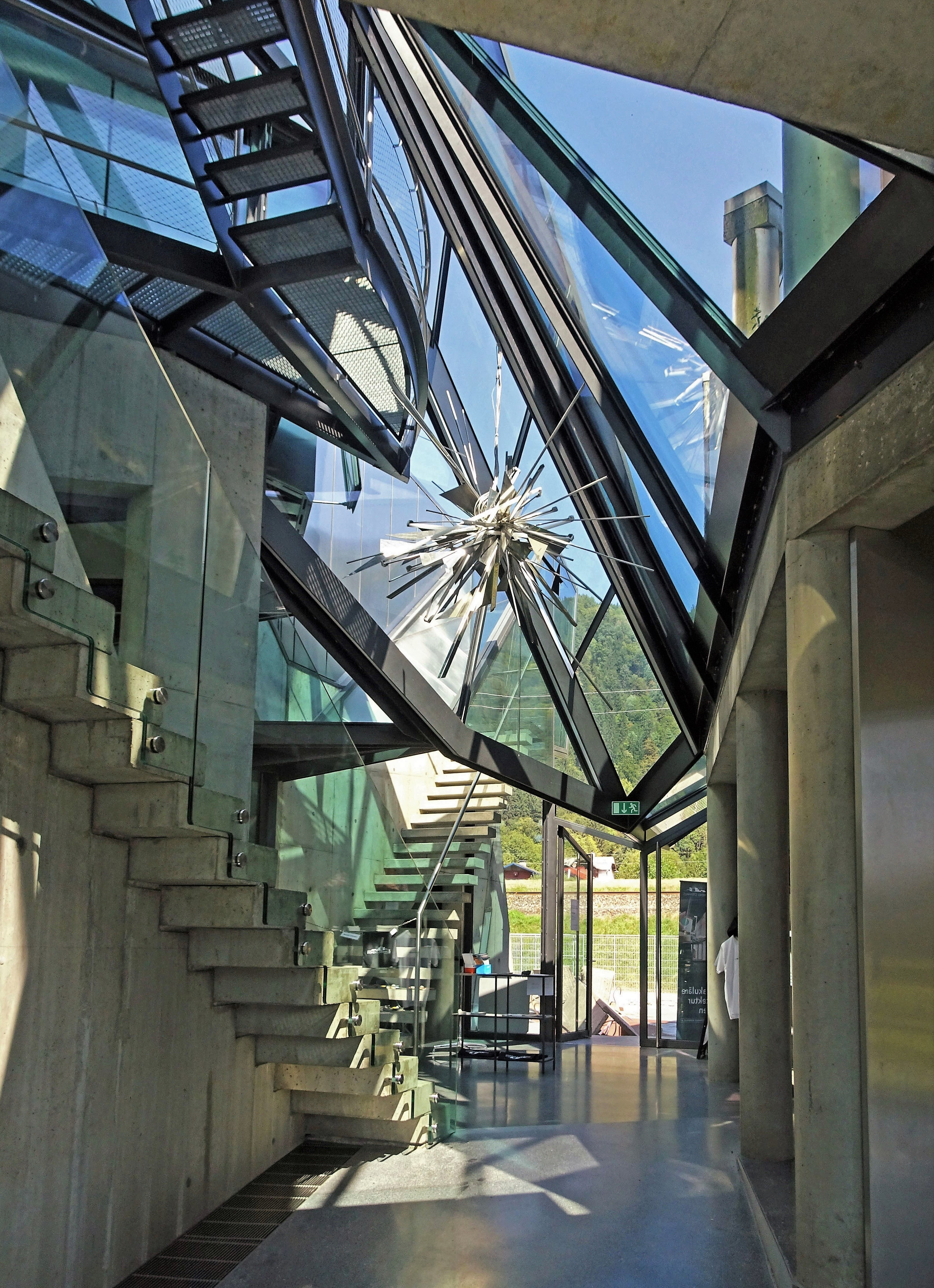
Innenansicht
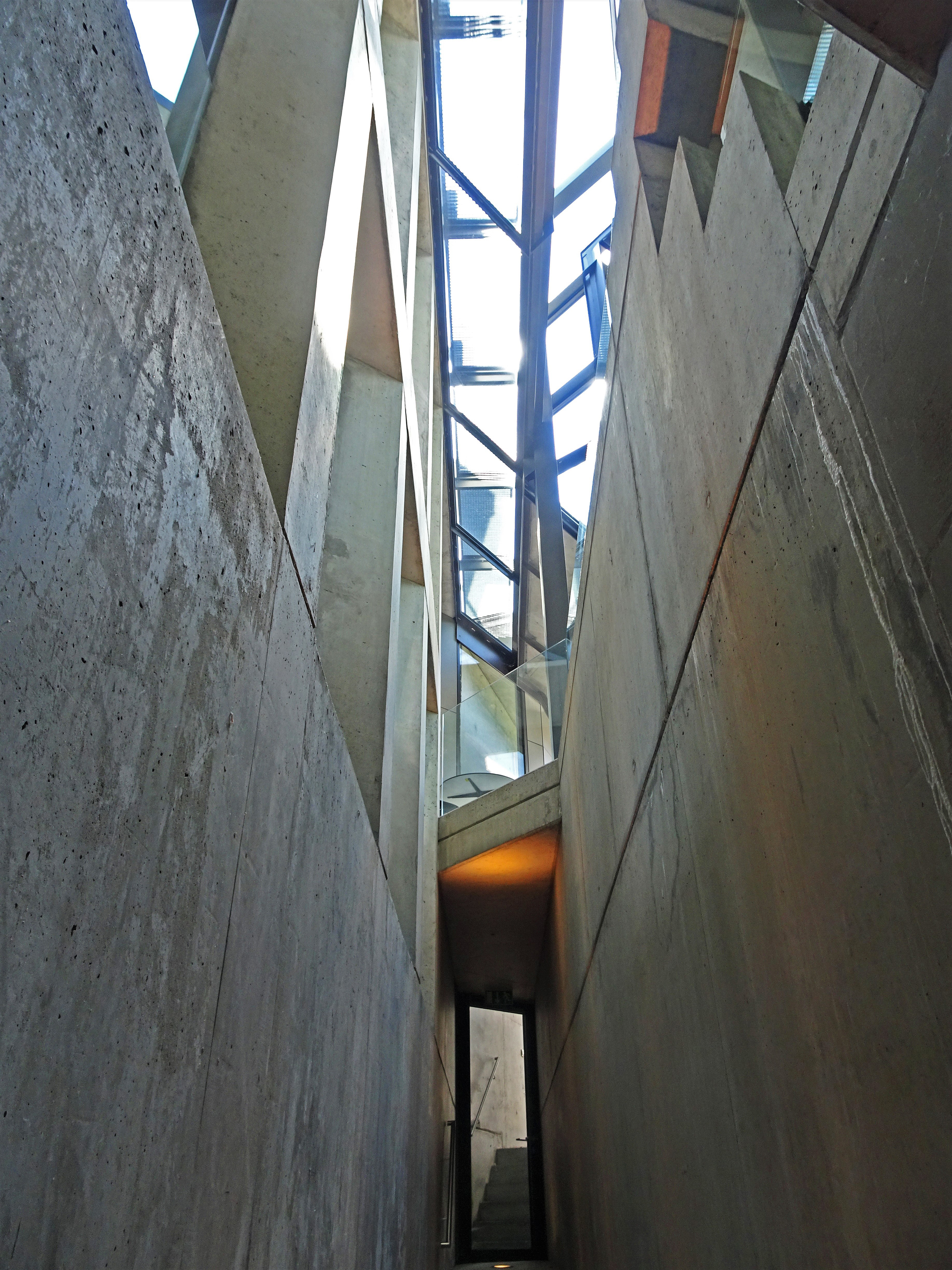
Die Schlucht
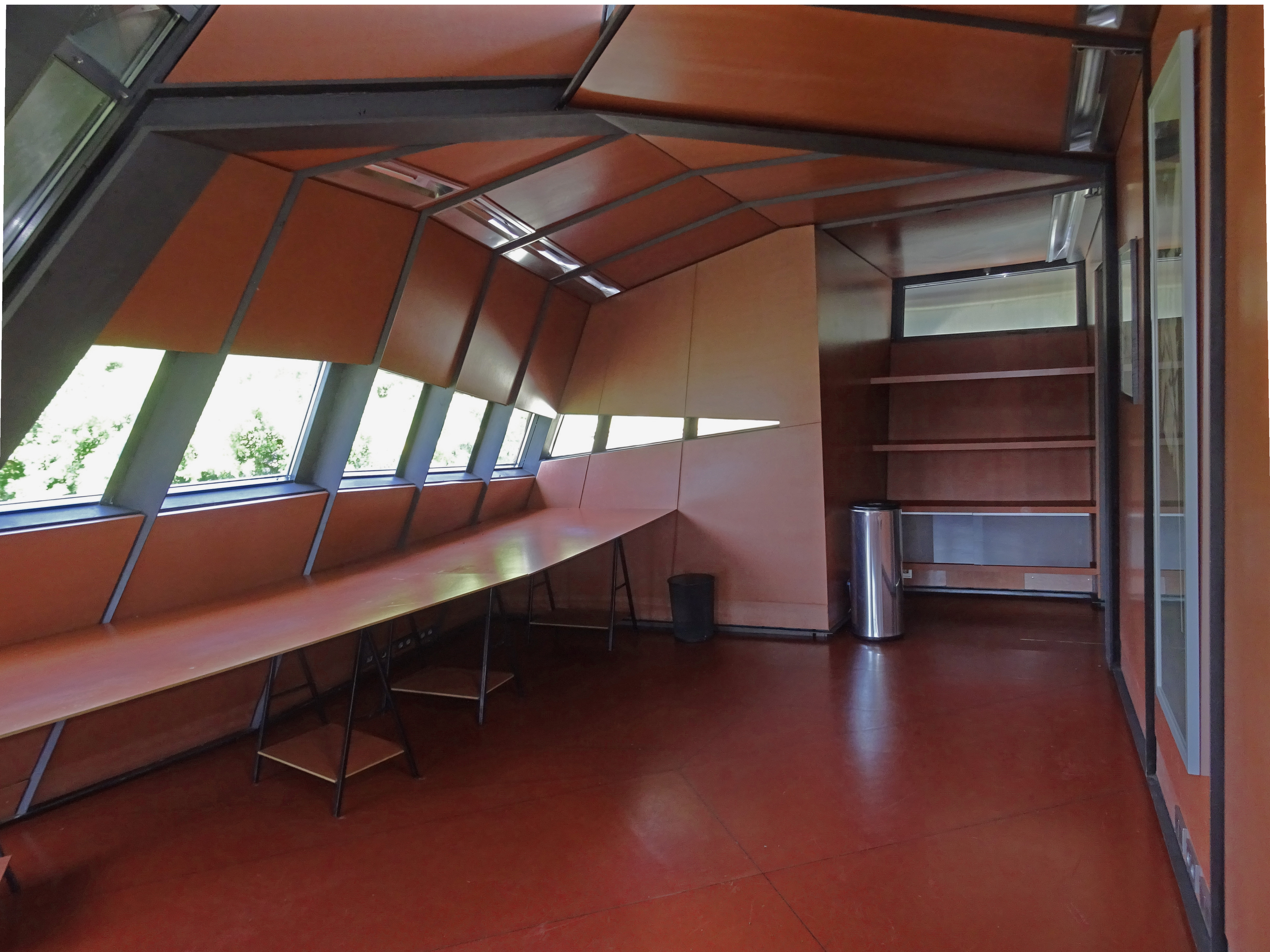
Arbeitsraum
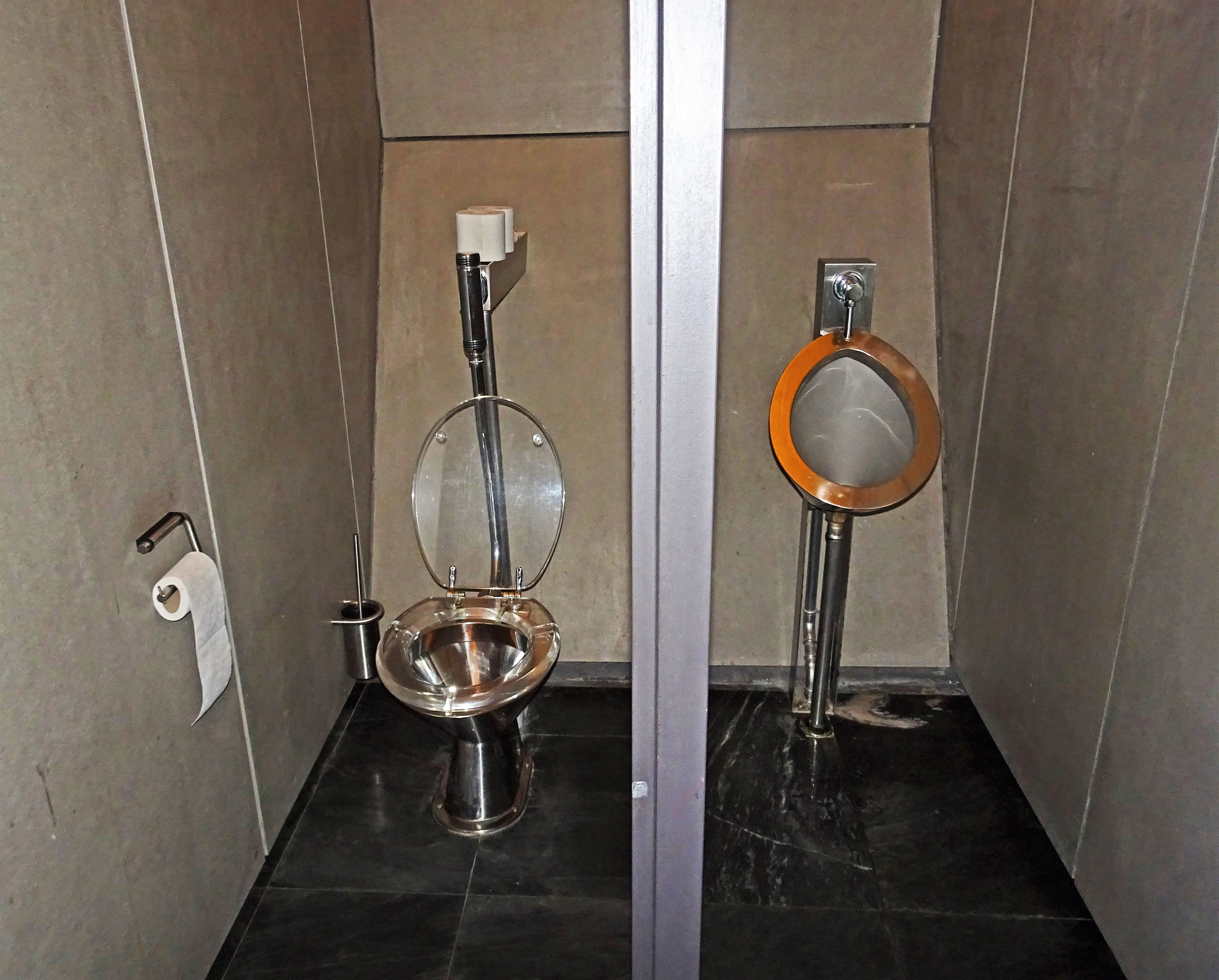
Toilette
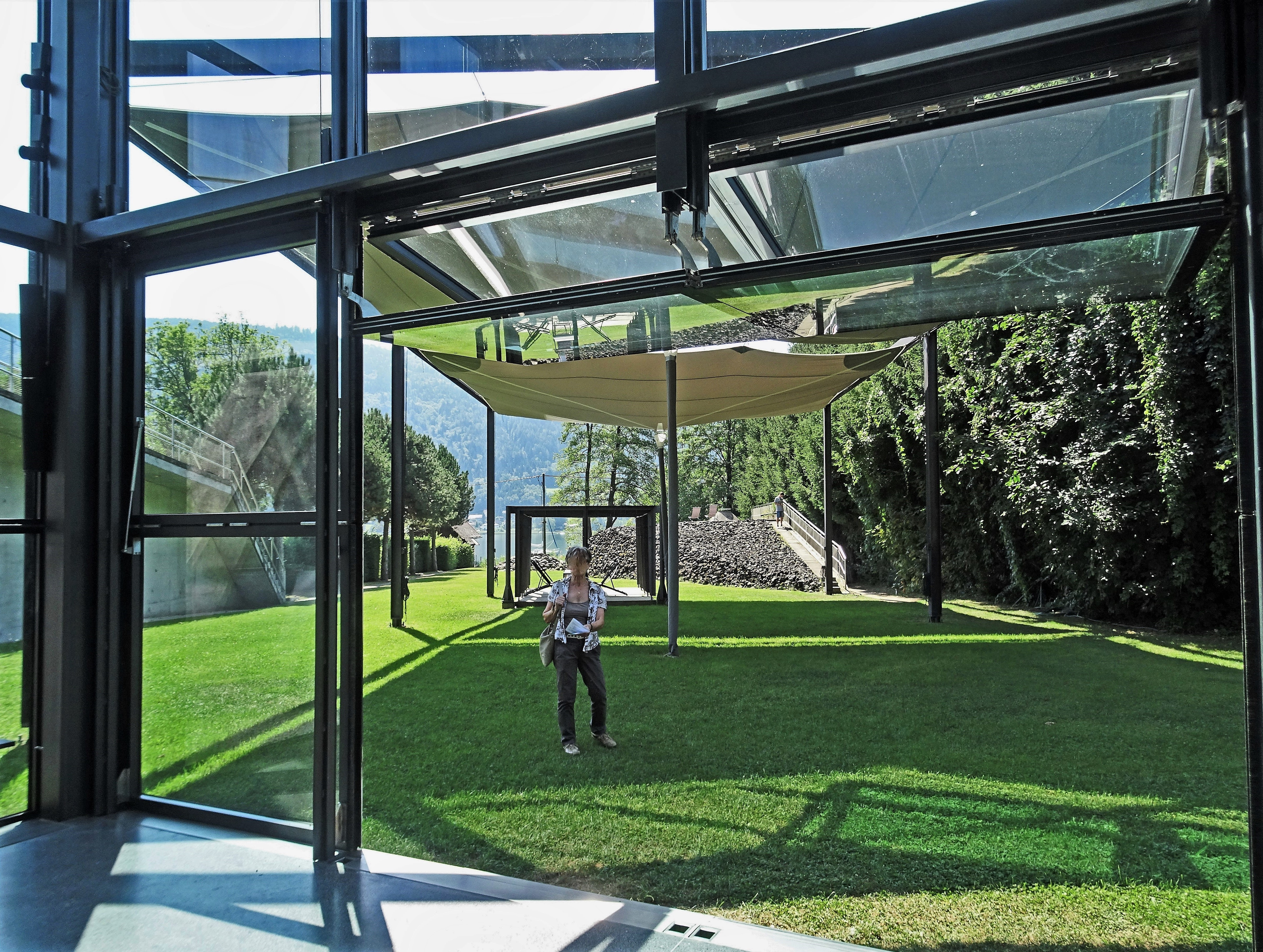
Ausblick zum See vom Erdgeschoß

Die Nutzung als Werkstätte für Architektur und als interdisziplinäre Experimentierstätte mit Seminaren und Workshops sowie die Verwaltung hat das Architekturhaus Kärnten in Klagenfurt am Wörthersee übernommen. In den Sommermonaten kann das Haus innen besichtigt werden. Es finden auch Führungen statt.